# Tate George
Pour les articles homonymes, voir George.
Tate George, né le 29 mai 1968 à Newark dans le New Jersey, est un joueur américain de basket-ball. Il évolue au poste d'arrière.